# Лангур індійський
Лангур індійський (лат. Trachypithecus obscurus) — вид приматів з роду Trachypithecus родини мавпові. Вид названий на честь Едварда Прічарда Джі, англ. Edward Pritchard Gee (1904—1968), випускника Кембриджа, англо-індійського чайного плантатора і любителя-натураліста в провінції Ассам, Індія.

## Опис
Довжина голови й тіла: 49-72 см, довжина хвоста: 71-94 см, вага 9,5-12 кг. Шерсть від золотого до кремово-білого кольору і набирає більш червонуватого відтінку в зимовий період. Низ світліший. Немовлята від оранжево-коричневого до сірого кольору. Тіло тонке, з довгими кінцівками і хвостом. Хвіст має китичку на кінці і помітно більший у самців. Самці також трохи крупніші. Темне обличчя оточене довгим волоссям, яке утворює типовий для роду пучок у верхній частині голови. Має багатокамерний шлунок для кращого використання рослинної їжі.

## Поширення
Країни проживання: Бутан; Індія (Ассам). Цей вид зустрічається у вологих вічнозелених, диптерокарпових, річкових і вологих листяних лісах, а іноді і в деградованих місцях проживання вторинного росту. Цей вид має значний діапазон у висоті, від близько рівня моря на півдні до більш 3000 м на півночі. Одна ізольована популяція знаходиться на каучуковій плантації, в провінції Ассама.

## Стиль життя
Дієта складається з молодих і зрілих листків, зрілих і незрілих плодів та насіння. У лісових фрагментах вони можуть залежати від с.г. культур, таких як тапіока, бетеля та гуава. Вид денний і деревний, лише зрідка спускається на землю. Групи від 2 до 12 осіб були виявлені, і вони, як правило, складаються з одного або двох дорослих самців з кількома самицями та їх потомством. Групи більш активні вранці та ввечері, відпочиваючи під час високої температури полудня. Як правило, сором'язливий вид, який уникає людей.

## Життєвий цикл
Після періоду вагітності близько 6 місяців, народжується одне маля; чоловіче потомство, як правило, розходиться з їх рідної групи. Шлюбний сезон триває у січні і лютому, потомство народжується в липні або серпні.

## Загрози та охорона
Через руйнування середовища проживання, популяції цього виду обмежуються фрагментованими лісовими місцями проживання. Занесений в Додаток I СІТЕС. Живе в кількох ПОТ.